# Andrzej Fedukowicz
Andrzej Fedukowicz (ur. 7 listopada 1875 w Dzienisowie, zm. 4 marca 1925 w Żytomierzu) – polski duchowny rzymskokatolicki, szambelan papieski, ofiara prześladowań komunistycznych.

## Biografia

### W Imperium Rosyjskim
Studiował w Seminarium Duchownym diecezji łucko-żytomierskiej oraz na Cesarskiej Rzymskokatolickiej Akademii Duchownej w Petersburgu, gdzie uzyskał stopień magistra teologii. 1 marca 1903 w Petersburgu otrzymał święcenia prezbiteriatu. Od 1904 był katechetą oraz prefektem rządowych gimnazjów męskich i żeńskich w Żytomierzu. W latach 1915–1917 kanclerz kurii diecezji żytomierskiej. Oprócz działalności duszpasterskiej aktywnie angażował się w działania stowarzyszeń społecznych, w tym nielegalnego stowarzyszenia Oświata, które kształciło polską młodzież w duchu narodowo-patriotycznym.
Od 1917 pracował przy katedralnej parafii św. Zofii w Żytomierzu (według różnych źródeł od 1917 jako proboszcz lub początkowo jako wikariusz i od 1920 jako proboszcz). Ponadto od 1917 był wicedziekanem dekanatu żytomierskiego oraz kanonikiem żytomierskiej kapituły katedralnej.

### Lata 1917–1920
Po rewolucji październikowej podobnie jak i innych duchownych spotkały go prześladowania. W 1919 znacjonalizowano wybudowaną na początku XX w. plebanię przy katedrze św. Zofii, która do dziś nie została zwrócona. Podczas napaści wojsk ukraińskich na miasto w latach 1918–1919 oraz po wyparciu bolszewików z miasta w 1920 bronił Żydów przed pogromami oraz ukrywał ludność żydowską w podziemiach katedry. Podczas wyprawy kijowskiej i zajęciu Żytomierza przez Wojsko Polskie w 1920 zorganizował uroczystości oraz przyjęcie na cześć Naczelnika Państwa Józefa Piłsudskiego. Przed ponownym zajęciem Żytomierza przez komunistów odmówił ucieczki, nie chcąc pozostawiać wiernych. Został wówczas wikariuszem generalnym na Wołyń i powiat Berdyczów, stając na czele części diecezji żytomierskiej, która znalazła się w granicach Związku Radzieckiego. 

### Prześladowania i samobójstwo

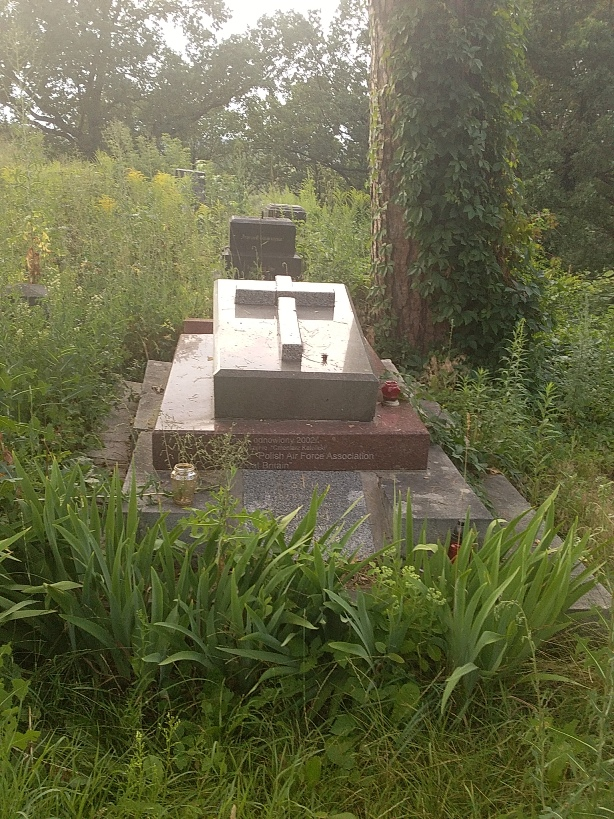
Nagrobek na polskim cmentarzu w Żytomierzu

Po raz pierwszy aresztowany w 1922 pod zarzutem ukrywania złota i biżuterii. Został jednak zwolniony. 4 listopada 1923 GPU po raz kolejny aresztowało ks. Fedukowicza wraz z ks. Janem Kotwickim, ks. Antonim Traczyńskim i 10 innymi osobami. Zostali oni oskarżeni o przynależność do polskiej tajnej organizacji Orzeł Biały i szpiegostwo na rzecz Polski. Po torturach ks. Fedukowicz w zamian za zwolnienie 19 osób zgodził się zostać konfidentem OGPU. Wypuszczony na wolność 24 lub 25 grudnia 1923. Nie wywiązał się jednak z obietnicy współpracy, w związku z czym 9 maja 1924 został ponownie aresztowany.
Przebywał w więzieniach w Żytomierzu i Charkowie. Po brutalnym śledztwie połączonym z torturami ks. Fedukowicz 9 listopada 1924 podpisał podsunięty mu przez czekistów list otwarty do papieża Piusa XI, w którym oskarżył polskich księży działających na sowieckiej Ukrainie o działalność szpiegowską na rzecz Polski, wobec czego podejmowane przez komunistów prześladowania duchownych uznał za zupełnie sprawiedliwe i naturalne. List został wydrukowany w wielu sowieckich gazetach. Wkrótce po jego podpisaniu został zwolniony z więzienia, w wyniku tortur był jednak według słów konsula RP w Kijowie Michała Świrskiego, zapisanych w raporcie wysłanym do Warszawy, na wpół obłąkany i zniedołężniały. Po wyjściu na wolność unikał pracy w parafii oraz nie kontaktował się z innymi kapłanami i wiernymi.
Konsul Świrski apelował do władz RP o ewakuację ks. Fedukowicza z ZSRR, jednak nie doszła ona do skutku. 4 stycznia 1925 ks. Fedukowicz w proteście przeciwko władzy sowieckiej lub z powodu wyrzutów sumienia dokonał samospalenia na brzegu rzeki Teterew. Został ugaszony przez świadków i przewieziony do szpitala, jednak z powodu rozległości poparzeń kilka godzin później zmarł.
Postanowieniem Naczelnika Państwa Józefa Piłsudskiego z dnia 2 maja 1922 odznaczony Krzyżem Kawalerskim Orderu Odrodzenia Polski „w uznaniu zasług, położonych dla Rzeczypospolitej Polskiej na polu organizacji wojskowej".